# Velká Hleďsebe
Velká Hleďsebe là một làng thuộc huyện Cheb, vùng Karlovarský, Cộng hòa Séc.